# Turbonilla hecuba
Turbonilla hecuba är en snäckart som beskrevs av Dall och Bartsch 1913. Turbonilla hecuba ingår i släktet Turbonilla och familjen Pyramidellidae. Inga underarter finns listade i Catalogue of Life.